# Dreieich
Dreieich (IPA: [draɪ̯ˈʔaɪ̯ç], anhörenⓘ) ist eine Stadt im Landkreis Offenbach in Hessen und liegt südlich von Frankfurt am Main. Sie ist mit über 42.000 Einwohnern die zweitgrößte Kommune des Landkreises. Der Verwaltungssitz befindet sich im größten Stadtteil Sprendlingen.

## Geographie

### Geographische Lage
Dreieich liegt im Landkreis Offenbach. Der nördlichste Stadtteil Sprendlingen liegt etwa zehn Kilometer südlich von Frankfurt am Main und etwa 20 Kilometer nördlich von Darmstadt.
Mit Ausnahme von Offenthal reihen sich die bebauten Flächen aller Stadtteile am Oberlauf des Hengstbachs auf, der das Stadtgebiet von Südosten nach Nordwesten durchzieht und weiter im Westen als Quellfluss den Schwarzbach speist, der wiederum südlich der Mainspitze in den Rhein mündet. Nördlich von Götzenhain entspringt die Bieber und nimmt ihren Lauf nach Nordosten durch Dietzenbach, Heusenstamm und Offenbach-Bieber nach Mühlheim am Main. Ganz in der Nähe des Quellgebiets der Bieber beginnt der Luderbach seinen Lauf nach Norden durch Neu-Isenburg in den Main bei Frankfurt-Niederrad. Den Stadtteil Offenthal entwässert der Fritzenwiesengraben nach Südwesten zum Hegbach, auch Rutschbach genannt. Der höchsten Punkte des Stadtgebietes liegt im Westen der Gemarkung Offenthal bei 195,3 Meter im Koberstädter Wald und auf der Stadtgrenze östlich von Offenthal, wo das Stadtgebiet am Westhang der Bulau 203 Meter erreicht.

### Nachbargemeinden
Dreieich grenzt im Norden an die Stadt Neu-Isenburg, im Nordosten an die kreisfreie Stadt Offenbach, im Osten an die Städte Heusenstamm, Dietzenbach und Rödermark, im Süden an die Gemeinde Messel (Landkreis Darmstadt-Dieburg) und die kreisfreie Stadt Darmstadt sowie im Westen an die Stadt Langen.

### Stadtgliederung
Entlang des Hengstbachs reihen sich, von Nordwesten beginnend, die Stadtteile Buchschlag, Sprendlingen, Dreieichenhain und Götzenhain nahtlos aneinander. Offenthal ist, rund einen Kilometer von Götzenhain entfernt, der südöstlichste Stadtteil.

## Geschichte

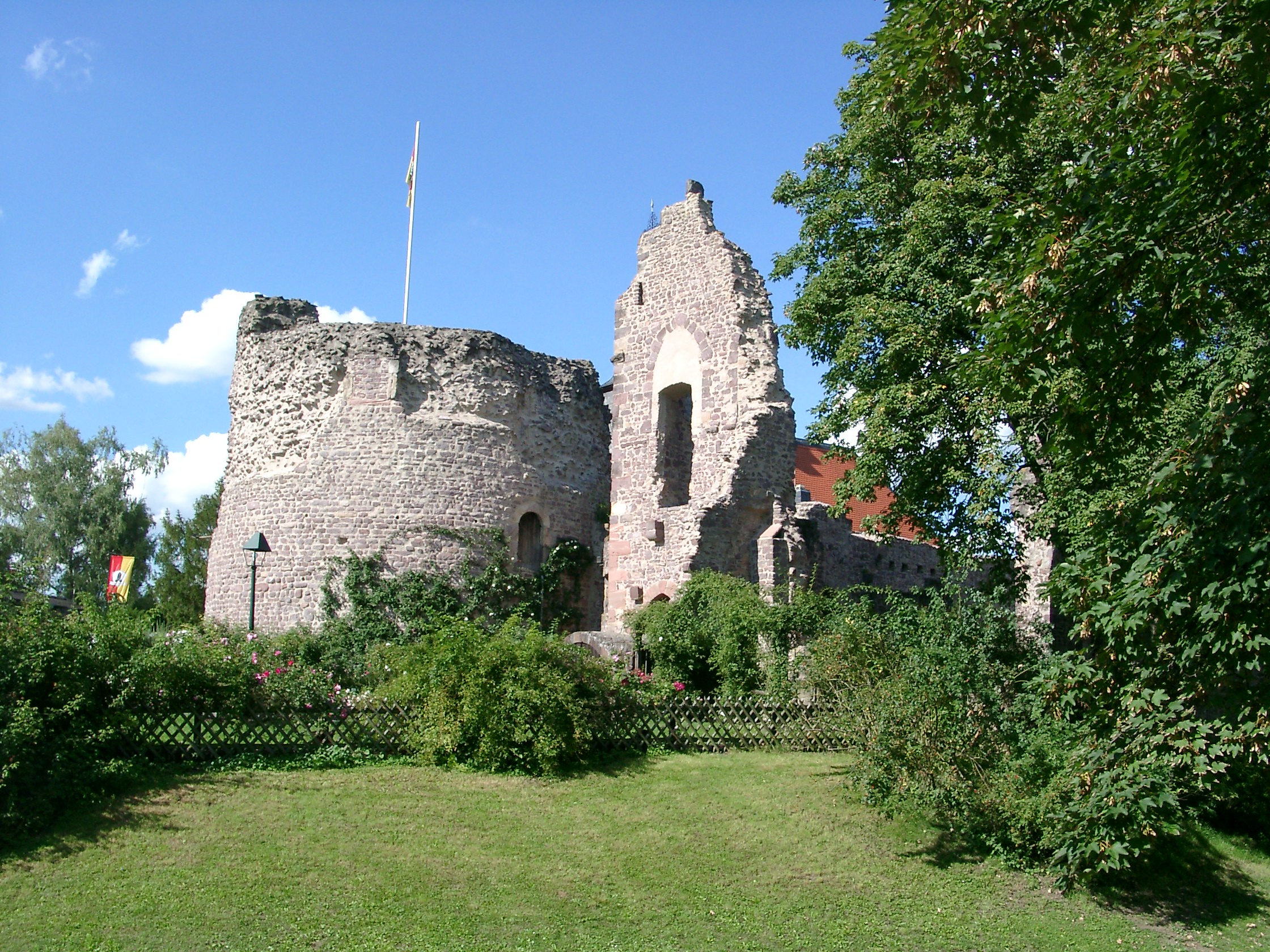
Burgruine Dreieichenhain

Der Name der Stadt geht auf einen Wildbannforst, den Wildbann Dreieich zurück, der bereits im 9. Jahrhundert erwähnt wurde. Dabei handelte es sich um ein Gebiet, in dem ausschließlich der König das Jagdrecht besaß. Der Bezirk dieses Wildbanns Dreieich erstreckte sich entlang des Untermains von Aschaffenburg bis Rüsselsheim und von Vilbel bis zur Neunkircher Höhe im Odenwald. Die Eichbäume im Wappen vieler Gemeinden in diesem Gebiet verweisen auf diesen Ursprung. Zum Zentrum des Wildbannforsts Dreieich entwickelte sich im 11. Jahrhundert Dreieichenhain, als hier eine Turmburg der Herren von Hagen (1075) errichtet wurde.

### Stadtgründung
Im Zuge der Gebietsreform in Hessen wurden am 1. Januar 1977 durch das Gesetz zur Neugliederung des Landkreises Offenbach die Städte Dreieichenhain und Sprendlingen und die Gemeinden Buchschlag, Götzenhain und Offenthal zu einer Stadt mit dem Namen Dreieich zusammengeschlossen.

### Buchschlag

Wappen Buchschlags

Der Name Buchschlag bezeichnete früher an dieser Stelle einen Waldbezirk. Er leitet sich von einem alten Buchenbestand bei einem Schlagbaum der früheren Dreieicher Ringlandwehr an der Straße in Richtung Mitteldick ab. Vor der Gründung des Ortes Buchschlag bestand an dieser Stelle seit 1837 eine großherzoglich hessische Revierförsterei. 1879 entstand an der Bahnstrecke Frankfurt am Main–Heidelberg ein Bahnhof mitten im Wald. Um die Jahrhundertwende wurden die beiden Gebäude durch das Gestüt Maria-Hall des Frankfurter Fabrikanten Viktor Mössinger ergänzt.
Der Ort wurde 1904 vom Frankfurter Kaufmann Jakob Latscha als Villenkolonie Buchschlag in der selbständigen Waldgemarkung Mitteldick gegründet. Erster Bürgermeister war ab 1913 Rudolf Binding.
Buchschlag hat den Charakter einer Villenkolonie bis heute größtenteils bewahren können: viele Jugendstilvillen im Ortskern sind erhalten und stehen als Ensemble unter Denkmalschutz. Die neueren Teile Buchschlags bestehen größtenteils ebenfalls aus freistehenden Wohnhäusern.

### Dreieichenhain

Wappen von Dreieichenhain

Älterer Tradition nach bestand bereits ab dem 9. Jahrhundert ein einfaches Jagdhaus, das um 950 zu einem königlichen Jagdhof aus Steingebäuden mit Schutzgraben ausgebaut wurde. Die frühe Datierung in das 9. und 10. Jahrhundert wird in der wissenschaftlichen Forschung inzwischen bestritten.
Das Jagdhaus wurde von den Kaisern und Königen mit ihren Begleitern bewohnt, solange sie sich hier zur Jagd aufhielten. Das Hengstbach-Tal soll Karl dem Großen so gut gefallen haben, dass er beschloss hier sein Jagdhaus zu errichten. Karls vierte Ehefrau Fastrada soll der Sage nach einen Zauberring besessen und hier in den Burgteich versenkt haben. Der Kaiser soll dadurch an dieses Jagdhaus im Hain magisch gebunden gewesen sein und machte es zu seinem Lieblingsjagdplatz.
Im 11. Jahrhundert wurde eine Turmburg, die Burg Hayn, errichtet. Von hier verwalteten die Herren von Hagen, später: Hagen-Münzenberg (1075–1255), den königlichen Wildbannforst Dreieich. Die neben der Burg entstandene Siedlung wurde am 23. September 1256 indirekt als Stadt erwähnt (lateinisch cives in hagen ‚Bürger in Hagen‘). Territorial teilte die Stadt das Schicksal des Wildbanns Dreieich.

### Götzenhain

Wappen Götzenhains

Obwohl aus der Gemarkung Funde aus vor- und frühgeschichtlicher sowie aus der Römerzeit bekannt sind, wird die Entstehung kurz vor dem Jahr 1200 vermutet. Als Grund für die Ortsgründung wird angegeben, die Reichsvögte auf der Burg Dreieichenhain benötigten weiteres Ackerland. Deshalb sei auf dem Landrücken Im Höchsten (bis zu 192 Meter über NN) im Osten von Dreieichenhain Land gerodet und der Ort angelegt worden. Götzenhain wurde früher auch als Küchendorf für die Burgbewohner bezeichnet, was seinen Ursprung in diesen Umständen haben könnte. Die erste urkundliche Erwähnung Götzenhains stammt aus dem Jahr 1318.

### Offenthal

Wappen Offenthals

In der Grenzbeschreibung der Langener Mark wurde Offenthal als „Ovemdan“ wahrscheinlich erstmals erwähnt. Diese Urkunde lässt sich allerdings nicht genau datieren, sondern fällt in einen möglichen Zeitraum von 834 bis 840. Die erste sicher datierbare urkundliche Erwähnung Offenthals stammt aus dem Jahr 837, weshalb man auch 1987 das 1150-jährige Bestehen des Ortes feierte. Offenthal ist damit nach Sprendlingen die älteste Siedlung im heutigen Dreieich. Die Grafen von Isenburg besaßen ab 1489 Offenthal. Als bedeutendes Baudenkmal ist die gotische Kirche von Offenthal erhalten geblieben. Sie wurde um 1400 gestiftet und gehört somit zu den ältesten Kirchen im Landkreis Offenbach. Nach Einführung der Reformation 1528 wurde die Pfarrei lutherisch, ab 1596 wurde versucht, den Calvinismus einzuführen.

### Sprendlingen

Wappen Sprendlingens

Die erste urkundliche Erwähnung der Gemarkung Sprendlingens als Spiren Dilinger marca fällt in das Jahr 834. Seit 880 ist die Existenz einer dem Heiligen Laurentius geweihten Kirche in Sprendilingun urkundlich belegt.
Aufgrund der Endung des Ortsnamens auf ‑ingen kann von einer Gründung durch die Alemannen ausgegangen werden, welche ab dem Jahr 250 nach Christus in dieser Gegend siedelten. Deren Ortsnamen beinhalten gewöhnlich einen Personennamen, weshalb der Name Sprendlingen stehen kann für „Leute des Sprand“, „…des Sprendilo“ oder „…des Spiridio“.

### Bevölkerungsentwicklung
| Ort            | Einwohner | Einwohner | Einwohner | Einwohner | Einwohner | Einwohner |
| Ort            | 1834      | 1961      | 1970      | 1977      | 2012      | 2020      |
| -------------- | --------- | --------- | --------- | --------- | --------- | --------- |
| Buchschlag     | –         | 2.422     | 2.796     | 2.984     | 2.727     | 2.907     |
| Dreieichenhain | 998       | 5.073     | 6.858     | 8.000     | 8.030     | 8.283     |
| Götzenhain     | 705       | 2.250     | 3.871     | 4.696     | 4.667     | 4.855     |
| Offenthal      | 441       | 1.959     | 2.517     | 3.020     | 5.151     | 5.200     |
| Sprendlingen   | 1.788     | 16.571    | 22.746    | 21.351    | 20.422    | 22.198    |

## Politik

### Stadtverordnetenversammlung
Die Stadtverordnetenversammlung ist das oberste Organ der Stadt. Ihre politische Zusammensetzung wird alle fünf Jahre in der Kommunalwahl durch die Wahlbevölkerung der Stadt bestimmt. Wählen darf, wer das 18. Lebensjahr vollendet hat und deutscher Staatsbürger im Sinne des Grundgesetzes oder Staatsangehöriger eines der übrigen Mitgliedstaaten der Europäischen Union ist. Für alle gilt, dass sie seit mindestens drei Monaten in der Stadt gemeldet sein müssen.
Die Kommunalwahl am 14. März 2021 lieferte folgendes Ergebnis, in Vergleich gesetzt zu früheren Kommunalwahlen:
| Stadtverordnetenversammlung – Kommunalwahlen 2021 | Stadtverordnetenversammlung – Kommunalwahlen 2021                                          |
| --- | ------------------------------------------------------------------------------------------ |
| Stimmenanteil in %Wahlbeteiligung 49,3 % 3020100 28,2 (−0,7)24,7 (+9,2)20,8 (−8,1)12,4 (+3,1)8,4 (+1,8)5,5 (n. k.)n. k. (−7,5)n. k. (−3,3) CDUGrüneSPDFDPFWGBfDfAfDLinke20162021Anmerkungen:f Bürger für Dreieich | SitzverteilungInsgesamt 45 Sitze - SPD: 9 - Grüne: 11 - FWG: 4 - BFD: 2 - FDP: 6 - CDU: 13 |

| Parteien und Wählergemeinschaften           | Parteien und Wählergemeinschaften | 2021     | 2021   |          | 2016   | 2016     |       | 2011     | 2011   |          | 2006   | 2006   |  | 2001   | 2001   |
| Parteien und Wählergemeinschaften           | Parteien und Wählergemeinschaften | Anteil a | Sitze  | Anteil a | Sitze  | Anteil a | Sitze | Anteil a | Sitze  | Anteil a | Sitze  |        |  |        |        |
| Sozialdemokratische Partei Deutschlands     | SPD                               | 20,8     | 9      | 28,9     | 13     | 28,9     | 13    | 33,4     | 15     | 33,8     | 15     |        |  |        |        |
| Christlich Demokratische Union Deutschlands | CDU                               | 28,2     | 13     | 28,9     | 13     | 28,4     | 13    | 36,5     | 17     | 43,1     | 19     |        |  |        |        |
| Bündnis 90/Die Grünen                       | GRÜNE                             | 24,7     | 11     | 15,5     | 7      | —        | —     | —        | —      | —        | —      |        |  |        |        |
| Freie Demokratische Partei                  | FDP                               | 12,4     | 6      | 9,3      | 4      | 6,2      | 3     | 6,4      | 3      | 5,8      | 3      |        |  |        |        |
| Alternative für Deutschland                 | AfD                               | –        | –      | 7,5      | 3      | —        | —     | —        | —      | —        | —      |        |  |        |        |
| Freie Wählergemeinschaft Dreieich           | FWG                               | 8,4      | 4      | 6,6      | 3      | 7,1      | 3     | 7,5      | 3      | 4,6      | 2      |        |  |        |        |
| Bürger für Dreieich                         | BfD                               | 5,5      | 2      | —        | —      | –        | –     | –        | –      | –        | –      |        |  |        |        |
| Die Linke                                   | LINKE                             | –        | –      | 3,3      | 2      | 2,2      | 1     | —        | —      | —        | —      |        |  |        |        |
| Grüne und Bürgerinitiativen-Liste Dreieich  | GRÜNE/Bi                          | –        | –      | —        | —      | 24,6     | 11    | 16,1     | 7      | 12,7     | 6      |        |  |        |        |
| Unabhängige Gemeinschaftsliste Dreieich     | UGL                               | –        | –      | —        | —      | 1,5      | 1     | –        | –      | –        | –      |        |  |        |        |
| ungültige Stimmabgaben (%)                  | ungültige Stimmabgaben (%)        | 3,6      |        | 3,7      |        | 4,6      |       | 4,0      |        | 2,3      |        |        |  |        |        |
| Sitze gesamt                                | Sitze gesamt                      | 45       | 45     |          | 45     | 45       |       | 45       | 45     |          | 45     | 45     |  | 45     | 45     |
| Wahlbeteiligung                             | Wahlbeteiligung                   | 49,3 %   | 49,3 % |          | 46,1 % | 46,1 %   |       | 47,9 %   | 47,9 % |          | 47,5 % | 47,5 % |  | 48,0 % | 48,0 % |

Für die Legislaturperiode vom 1. April 2021 bis 31. März 2026 waren 45 Stadtverordnete zu wählen. Von 31.734 Wahlberechtigten gingen 15.647 zur Wahl.

### Bürgermeister
Nach der hessischen Kommunalverfassung wird der Bürgermeister für eine sechsjährige Amtszeit gewählt, seit dem Jahr 1993 in einer Direktwahl, und ist Vorsitzender des Magistrats, dem in der Stadt Dreieich neben dem Bürgermeister ein hauptamtlicher Erster Stadtrat und acht ehrenamtliche Stadträte angehören. Bürgermeister ist seit dem 14. Februar 2019 der parteiunabhängige Martin Burlon, der bis dahin als Erster Stadtrat dem Magistrat angehörte. Er wurde als Nachfolger von Dieter Zimmer (SPD), der nach zwei Amtszeiten nicht wieder kandidiert hatte, am 28. Oktober 2018 im ersten Wahlgang bei 65,8 Prozent Wahlbeteiligung mit 59,2 Prozent der Stimmen gewählt. Es folgte eine Wiederwahl im Juni 2024.
Amtszeiten der Bürgermeister
- 2019–2031 Martin Burlon[19]
- 2007–2019 Dieter Zimmer (SPD)[20]
- 2000–2007 Berthold Olschewsky (CDU)[23]
- 1987–2000 Bernd Abeln (CDU)[24]
- 1977–1987 Hans Meudt (CDU)[23]
- 1977–1977 Erich Scheid (SPD) (Staatsbeauftragter bis 30. Juni)

### Ausländerbeirat
Dreieich hat einen Ausländerbeirat, der aus 15 Personen besteht. Darin sind verschiedene Nationalitäten vertreten, etwa Personen aus der Türkei, Serbien, Italien, Äthiopien, Eritrea und Russland. Die Ausländerbeiratssitzung tagt immer zwei Wochen vor der Stadtverordnetenversammlung. Die aktuelle Vorsitzende ist Fatma Nur Kizilok.

### Jugendparlament
Seit 2015 hat die Stadt Dreieich ein Jugendparlament. Es hat 19 Mitglieder und wird alle zwei Jahre demokratisch gewählt. Wahlberechtigt sind alle Jugendlichen die in Dreieich wohnen und zwischen 12 und 21 Jahren alt sind. Das Jugendparlament ist unabhängig, überparteilich und frei in seiner Themenwahl. Die Gremien der Stadt Dreieich hören das Jugendparlament zu allen jugendrelevanten Angelegenheiten an.
Das Jugendparlament hat ein Vorschlagsrecht.
Vom 14. November bis 2. Dezember 2023 fanden zum fünften Mal die Wahlen zum Dreieicher Jugendparlament statt. Die konstituierenden Sitzung fand am 13. Dezember 2023 statt. Tom Müller-Broich wurde dort zum Vorstandsvorsitzenden gewählt.
Die nächste Wahl findet im Dezember 2025 statt.

### Wappen und Flagge
Wappen

Blasonierung: „In Silber ein roter Schild mit silbernem Hirsch, darüber [ein] wachsender, fünfblättriger Eichenzweig mit drei goldenen Eicheln.“
Das Wappen wurde der Stadt Dreieich im Landkreis Offenbach am 5. Oktober 1979 durch den Hessischen Innenminister genehmigt.
Gestaltet wurde es durch den Bad Nauheimer Heraldiker Heinz Ritt.
Der Eichenzweig symbolisiert redend den Namen der Stadt und damit auch die Lage im ehemaligen Wildbann Dreieich. Die fünf Blätter stehen für die fünf früheren Städte und Gemeinden, die heutigen Ortsteilen Dreieichs, vier davon führten bereits ein Eichenzweig oder eine Eiche im Wappen. Der Hirsch stammt aus dem einzigen früheren Wappen ohne Eiche, dem von Sprendlingen und symbolisiert damit die Hirschsprunglegende.
Flagge
Die Flagge wurde der Stadt gemeinsam mit dem Wappen vom Hessischen Innenminister genehmigt und wird wie folgt beschrieben:
„Auf roter Mittelbahn, begleitet von zwei weißen Seitenstreifen, in der oberen Hälfte aufgelegt das Stadtwappen.“

### Städtepartnerschaften
- Montier-en-Der in Grand Est (Frankreich), seit 1963 (mit damaliger Gemeinde Buchschlag)
- Oisterwijk in Noord-Brabant (Niederlande), seit 1972 (mit damaliger Stadt Sprendlingen)
- Joinville (Haute-Marne) in Grand Est (Frankreich), seit 1974 (mit damaliger Stadt Sprendlingen)
- Bleiswijk in Zuid-Holland (Niederlande), seit 1974 (mit damaliger Gemeinde Götzenhain)
- Stafford in den Midlands (Vereinigtes Königreich), seit 1981

## Kultur und Sehenswürdigkeiten

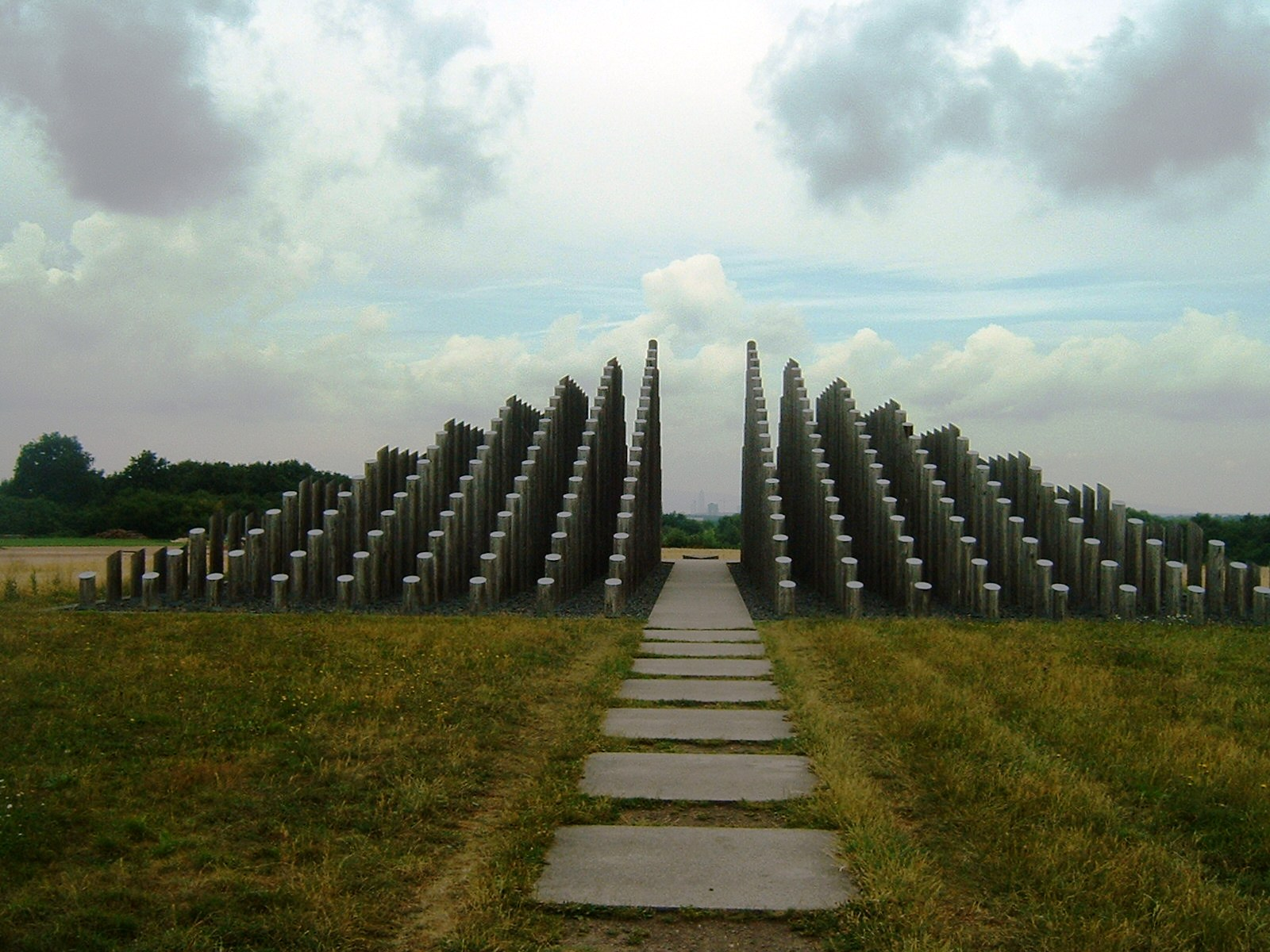
Stangenpyramide

Dreieichenhain ist vor allem für die Haaner Kerb (Kirchweihfest) zu Pfingsten bekannt und veranstaltet einen Weihnachtsmarkt, der aufgrund Dreieichenhains schöner Altstadt überregionales Renommee besitzt. Die Haaner Kerb ist das größte Kirchweihfest Südhessens und zieht jährlich über 80.000 Besucher an. Höhepunkte sind das Feuerwerk am Samstagabend und der traditionelle Kerbborschemarsch am Montag. Weiterhin werden in Dreieichenhain jährlich die Burgfestspiele und Jazz in der Burg veranstaltet.

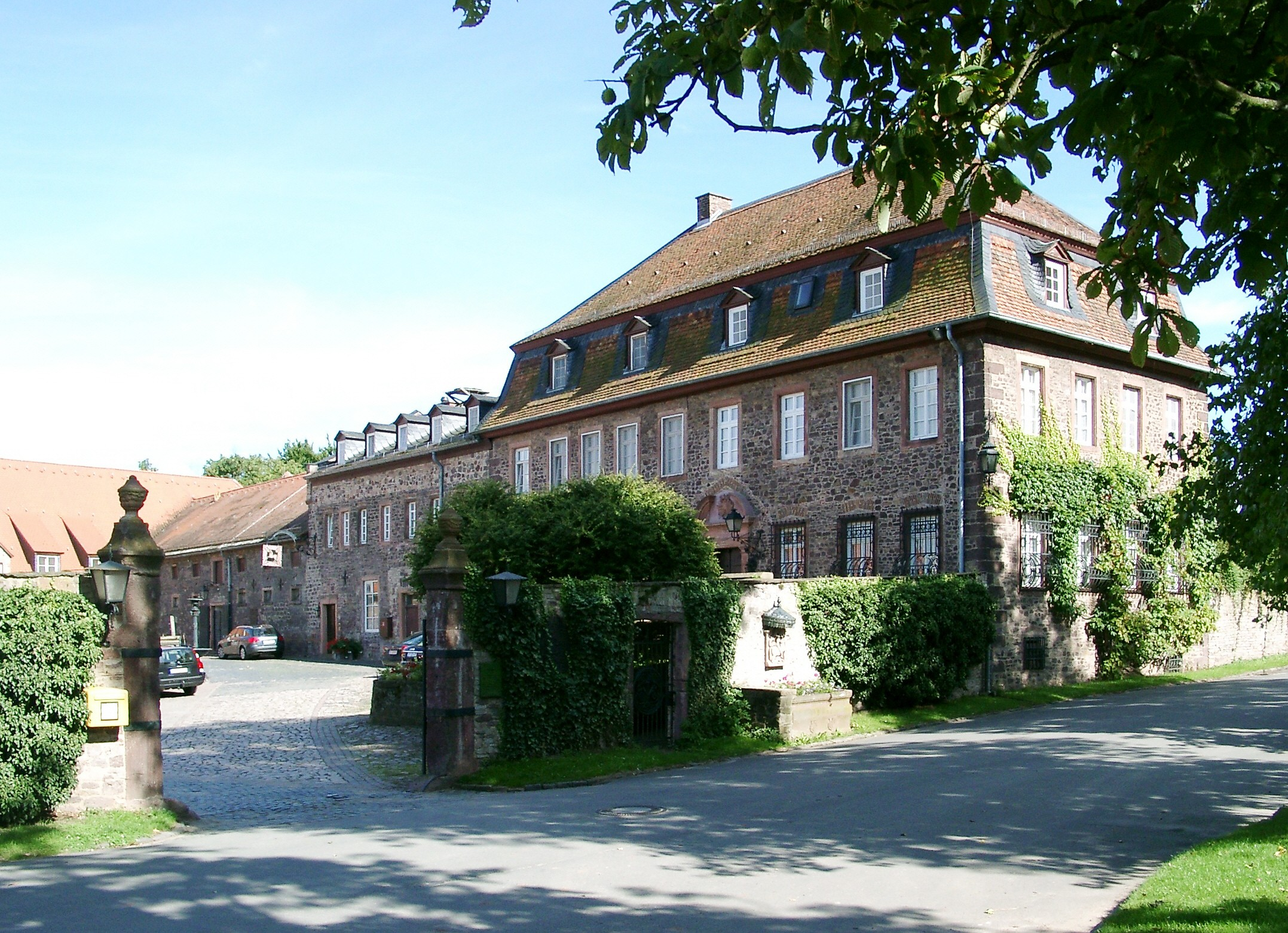
Hofgut Neuhof bei Dreieich

Die Burg Hayn ist eine hochmittelalterliche Burgruine. Der älteste Teil der Burganlage, der Wohnturm, ist in salischer Zeit entstanden. Er ist einer der wenigen profanen Architekturzeugnisse der Salierzeit in Deutschland. Kulturelle Veranstaltungen in der Burg sind die überregional bekannten Burgfestspiele, das Hayner Burgfest sowie das Jazzfestival Jazz in der Burg.
Im Rahmen der Regionalparkinitiative wurde an der höchsten Stelle in Götzenhain am Weg „Auf der Hub“ eine von den Landschaftsarchitekten Ipach und Dreisbusch entworfene Skulptur errichtet. Sie gehört zur Regionalparkroute. Dieses Stangenpyramide (50° 0′ 41″ N, 8° 43′ 11″ O) genannte Werk besteht aus 450 verleimten Rundhölzern von 24 cm Durchmesser. Die Skulptur ist zweigeteilt und begehbar und bildet eine Sichtachse zum Taunus und zur Frankfurter Skyline.
Buchschlag am westlichen Rand von Dreieich besitzt herausragende Bauwerke des Jugendstils von Architekten wie Wilhelm Koban, Ludwig Bernoully und Alois Beck, die als geschlossenes Ensemble unter Denkmalschutz gestellt sind.
An vielen Stellen des Bürgerparks Dreieich sind Kunstwerke installiert, unter anderem auch das Euromal. Es entstand während des Bildhauersymposiums 1996. Die einzelnen Seiten wurden von 15 europäischen Künstlern aus EU-Staaten gestaltet.
Bei Götzenhain ist vor allem der Neuhof (50° 1′ 2″ N, 8° 43′ 46″ O) sehenswert. Hier ist ein altes Hofgut durch Fachwerkbauten erweitert worden. Diese Anbauten beherbergen auch eine Gastwirtschaft. Rund um den Neuhof ist ein Golfplatz angesiedelt.
Auch das Schloss Philippseich, zwischen Götzenhain und Offenthal gelegen, ist sehenswert, jedoch nicht zu besichtigen, da es in Privatbesitz ist.
Die evangelischen Kirchen in Offenthal und Sprendlingen bestechen durch ihre klaren Linien und ihren Wehrcharakter. Die evangelische Kirche in Götzenhain ist ein ab 1776 entstandener Barockbau.

## Das Hainer Lied
Der Dreieichenhainer Heimatdichter Johannes Winkel VIII. (1861–1941) widmete seinem Geburtsort das Dreieichenhainer Volkslied „Mein ist der Hain“. Die Melodie floss dem Dreieichenhainer Pfarrer Fritz Creter (1903–1978) am 8. Januar 1931 zwischen 17.00 und 17.30 Uhr abends in die Feder. Von dem Evangelischen Kirchenchor Dreieichenhain (Leitung Fritz Creter) wurde das vertonte Lied zum ersten Mal in der Waldstraße 16, dem Wohnort des Heimatdichters Winkel, ihm zu Ehren gesungen.

## Wirtschaft und Infrastruktur

### Öffentlicher Nahverkehr

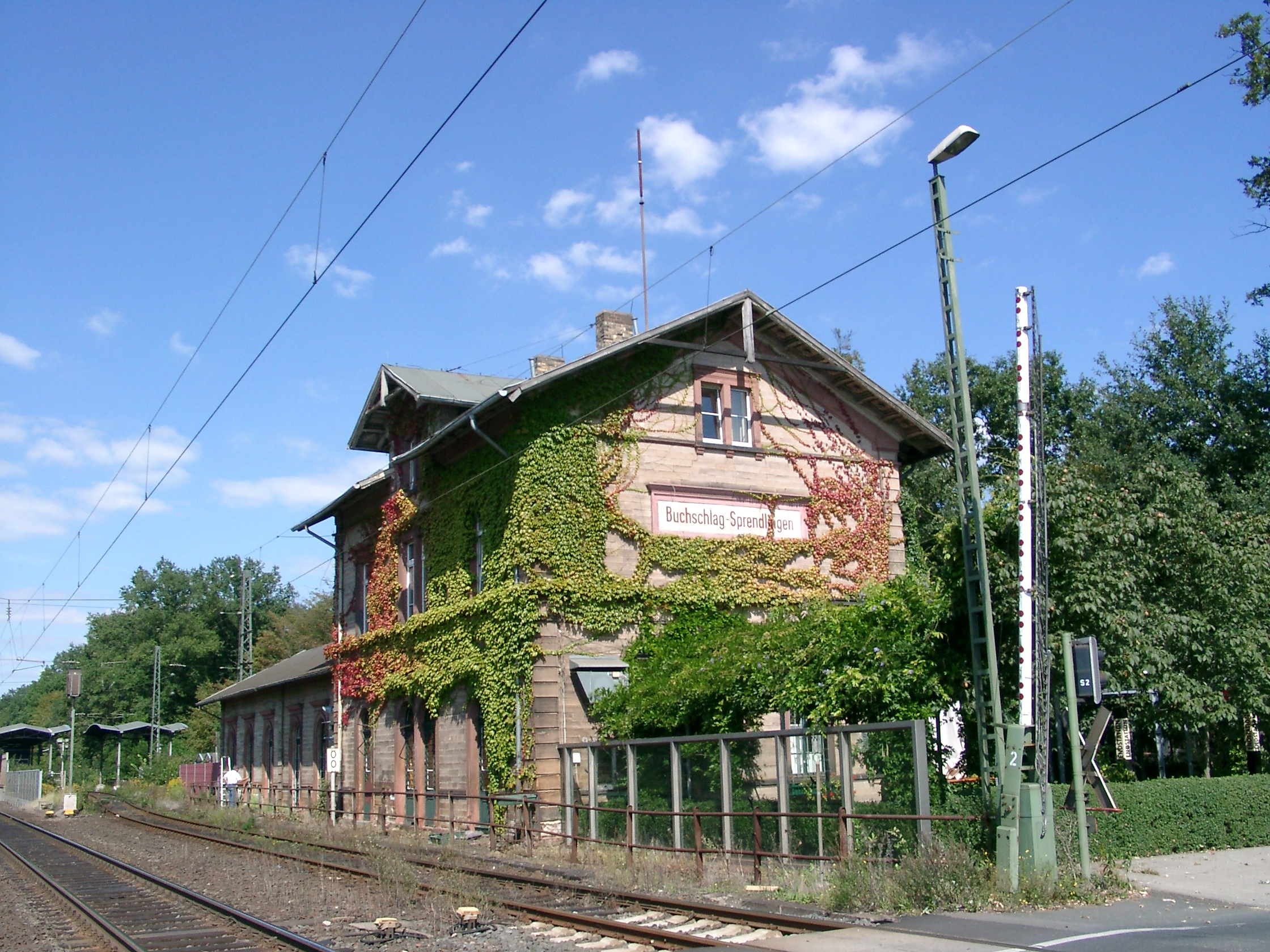
Bahnhof Dreieich-Buchschlag

Dreieich liegt im Gebiet des Rhein-Main-Verkehrsverbundes.
Am Bahnhof in Buchschlag besteht Anschluss an die S-Bahn-Linie . Die Dreieichbahn (RB61) Dieburg – Rödermark-Ober Roden – Dreieich-Offenthal – Dreieich-Götzenhain – Dreieich-Dreieichenhain – Dreieich-Weibelfeld – Dreieich-Sprendlingen – Dreieich-Buchschlag – Frankfurt Hauptbahnhof erschließt das Stadtgebiet täglich im Stundentakt. Zusätzlich verkehren Montag bis Freitag Verstärkerzüge zwischen Rödermark-Ober-Roden und Neu-Isenburg, sodass auf dem gemeinsamen Abschnitt ein Halbstundentakt entsteht. Außerdem verkehren in Dreieich einige Buslinien:
1. Dreieich-Sprendlingen Einsteinstr. – Dreieich-Buchschlag –  Frankfurt Flughafen Terminal 1 (OF-64)
2. Dreieich-Buchschlag Bahnhof – Langener Waldsee – nur saisonal von Mai bis September bei Badewetter (OF-65)
3. Dreieich-Sprendlingen Bürgerhaus – Neu-Isenburg Bahnhof (OF-67)
4. Langen Bahnhof – Dreieich-Sprendlingen – Neu-Isenburg – Offenbach Marktplatz (X83)
5. Langen Bahnhof – Dreieich-Sprendlingen – Neu-Isenburg Bahnhof (OF-91)
6. Dreieich-Offenthal Bahnhof – Dreieich-Götzenhain – Dreieich-Dreieichenhain – Dreieich-Sprendlingen – Neu-Isenburg Bahnhof (OF-92)
7. Langen Bahnhof – Dreieich-Offenthal – Dietzenbach – Heusenstamm Bahnhof (OF-96)
8. Langen Bahnhof – Dreieich-Sprendlingen – Dreieich-Dreieichenhain – Dreieich-Götzenhain – Dietzenbach – Rodgau-Jügesheim – Seligenstadt Bahnhof (OF-99)
9. Nachtbus: Frankfurt Konstablerwache – Neu-Isenburg – Dreieich-Sprendlingen – Langen – Darmstadt Luisenplatz (N71) (verkehrt jede Nacht)

Stand: Fahrplanjahr 2022

### Straßenverkehr
Die Bundesautobahn 661 stellt mit der Anschlussstelle Dreieich die Straßenanbindung nach Frankfurt am Main her. Zudem bindet die Landesstraße 3262 Dreieich an die im Westen liegende Bundesautobahn 5 an. Des Weiteren stellt die Bundesstraße 486 über Langen ebenfalls einen Anschluss zur Bundesautobahn 5 her.
Ende 2006 wurde dagegen auf der Kreisquerverbindung die neue Umgehungsstraße um den Stadtteil Dreieich-Götzenhain eröffnet, der damit spürbar vom Durchgangsverkehr entlastet wurde.
Ende 2013 wurde schließlich die Ortsumgehung von Dreieich-Offenthal im Zuge der Bundesstraße 486 in Betrieb genommen; die bisherige Ortsdurchfahrt stellte insbesondere im morgendlichen und abendlichen Berufsverkehr lange Jahre ein Nadelöhr dar und sorgte für ärgerliche Staus in Richtung Rödermark-Urberach und Langen.
Durch Dreieich-Sprendlingen verläuft die ehemalige Bundesstraße 3, die südlich von Hamburg beginnt (Buxtehude) und an der Landesgrenze zur Schweiz in der Nähe von Basel (Weil-Otterbach) endet.
Außerdem beginnt in Dreieich-Sprendlingen die Bundesstraße 46 nach Offenbach.

### Ansässige Unternehmen
Dreieichs ursprünglicher Fokus lag auf dem Gebiet der Textilherstellung und -verarbeitung.
In den letzten fünf bis zehn Jahren hat sich Dreieich jedoch zu einem zentralen Ballungsgebiet des IT-Dienstleistungsgewerbes entwickelt. Bedeutende ansässige IT-Unternehmen oder -Filialen sind unter anderem:
- Oracle
- Hitachi Data Systems
- MHK Group

Darüber hinaus ist die Stadt regionaler Anlaufpunkt für Einkäufe aller Art.
Neben Filialen von Obi, Real (ehem. Wertkauf, dann Walmart) und Mann Mobilia steht in Dreieich die größte BMW-Verkaufsfiliale (der Niederlassung Frankfurt) außerhalb Münchens. Weitere bedeutende Arbeitgeber in Dreieich sind:
- Volkswagen Zubehör GmbH (bis Herbst 2007 VOTEX GmbH), 100 %-Tochter der Volkswagen AG Wolfsburg
- Wrangler
- Biotest
- Pall Corporation
- Hasbro
- CWS-boco Deutschland GmbH
- Kaba GmbH (gehört zur Kaba Gruppe)

Von 1987 bis 2014 hatte die Mattel GmbH mit ca. 150 Mitarbeitern ihren Sitz in Dreieich, wechselte dann nach Frankfurt. Bürgermeister Dieter Zimmer bemühte sich zuvor, das Unternehmen im Ort zu halten.

### Naturschutz

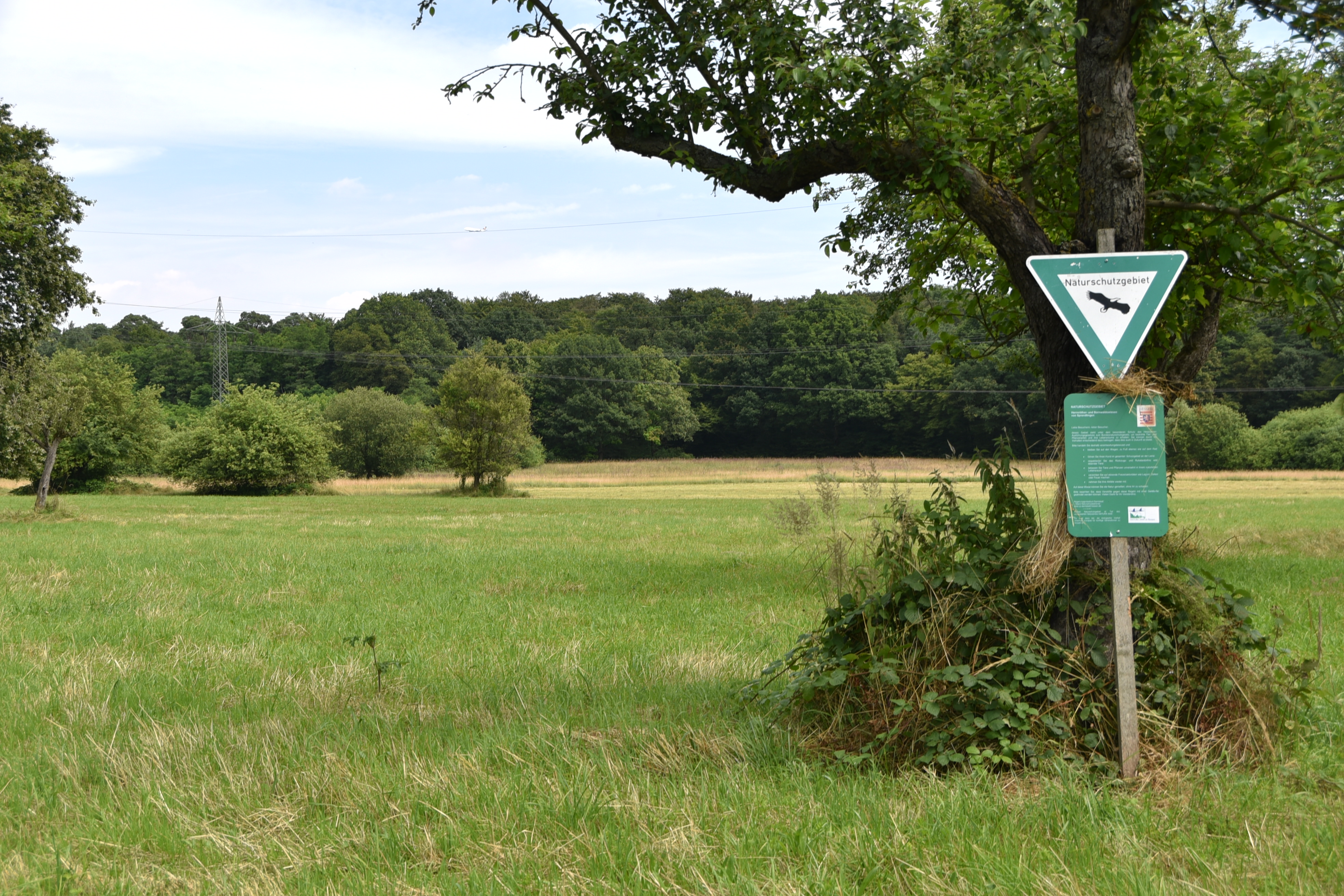
NSG Herrnröther- und Bornwaldswiesen von Sprendlingen

Das Naturschutzgebiet Herrnröther- und Bornwaldswiesen von Sprendlingen (NSG-Kennung 1438016) liegt östlich des Stadtteils Sprendlingen im Grenzbereich der Naturräume Untermainebene und Messeler Hügelland. Es umfasst einen rund 43,83 Hektar großen Waldbestand, der sich im Stadtgebiet von Dreieich befindet.
Geschützt sind dort vorwiegend Feuchtwiesen mit Wassergreiskraut- und Pfeifengras-Gesellschaften, die extensiv genutzt werden. Außerdem umfasst das NSG Fragmente eines Kalk-Flachmoores und angrenzende Waldflächen. Im Randbereich besteht eine Streuobstwiese. Brutvögel sind unter anderem Neuntöter, Schwarzkehlchen, Nachtigall und Gartenrotschwanz. Die dortigen Vorkommen von Kiebitz und Bekassine sind seit Jahren erloschen; es wird nach Möglichkeiten gesucht, diese Arten wieder anzusiedeln.
Grund der Unterschutzstellung ist die Erhaltung von nährstoffarmen bis mesotrophen Wiesen mit Beständen des Großen Wiesenknopfs (Sanguisorba officinalis) und Kolonien der Wirtsameise Myrmica rubra. Ziel ist die Beibehaltung oder Wiedereinführung einer den ökologischen Ansprüchen der Art förderlichen Bewirtschaftung der Wiesen, die sich an traditionellen Nutzungsformen orientiert und zur Erhaltung eines für die Habitate günstigen Nährstoffhaushaltes beiträgt und die Erhaltung von Säumen und Brachen als Vernetzungsflächen.

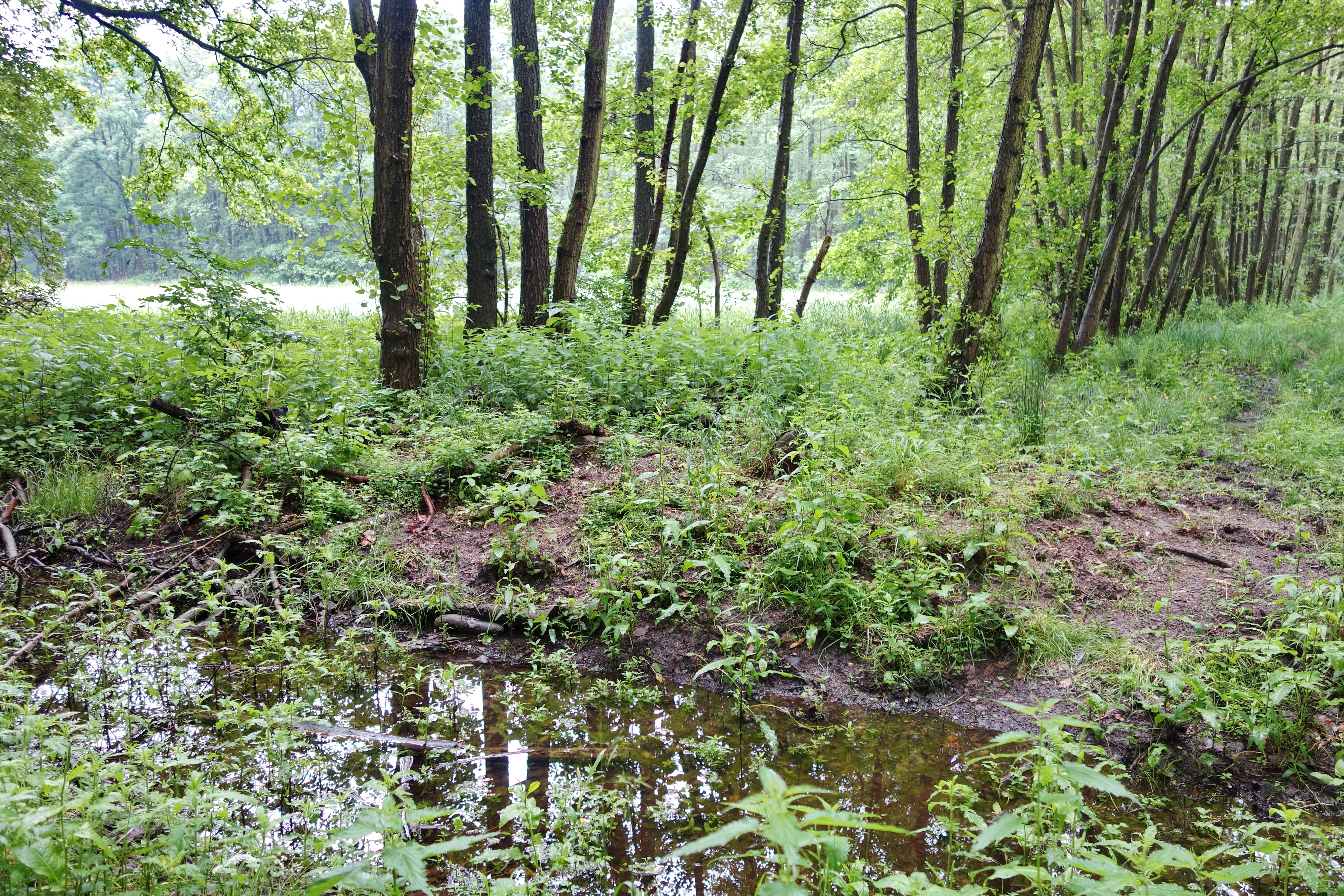
NSG Luderbachaue von Dreieich

Das Naturschutzgebiet Luderbachaue von Dreieich (NSG-Kennung 438028) liegt in einem größeren land- und forstwirtschaftlich geprägten Bereich etwa eineinhalb Kilometer nordöstlich der städtischen Bebauung von Dreieich. Im Norden grenzt das Gebiet an die Landesstraße 3117, im Westen an die Bundesautobahn 661 und im Osten an die Bundesstraße 459. Es umfasst einen über 290 Hektar großen Waldbestand, der im Stadtgebiet von Dreieich liegt. Das Naturschutzgebiet ist benannt nach dem Luderbach, einem linken Zufluss des Mains, der bei Dreieich entspringt und in Frankfurt am Main als Königsbach mündet.
Zweck der NSG-Ausweisung ist der Schutz des Gebietes mit seinen seltenen Pflanzenarten vor Eingriffen. Die Luderbachaue ist eine alte Grünlandaue, welche vor allem aus Rodungen im 14. bis 16. Jahrhundert hervorgegangen ist. Die umliegenden Wälder wurden als Reichs- beziehungsweise Staatsforst, einem südlichen Teil des Wildbanns Dreieich, über mehrere Jahrhunderte hinweg hochwaldartig genutzt und enthielten zahlreiche Altbestände aus Buche und Eiche. Davon sind erhebliche Bestände erhalten geblieben. Besonderheiten sind die verschiedenen naturnahen Waldarten: Eichen-Hainbuchen-Wälder, Erlen-Eschen-Auewälder, Hainsimsen- und Waldmeister-Buchenwälder. Bedeutend sind die alten Baumbestände mit Höhlenbäumen, stehendem und liegendem Totholz. Für das Ökosystem Wald wichtig sind die unterschiedlichen Pilzarten, welche als Baumpartner und Zersetzer die Grundlage für ein reichhaltiges Spektrum an Tier- und Pflanzenarten schaffen.

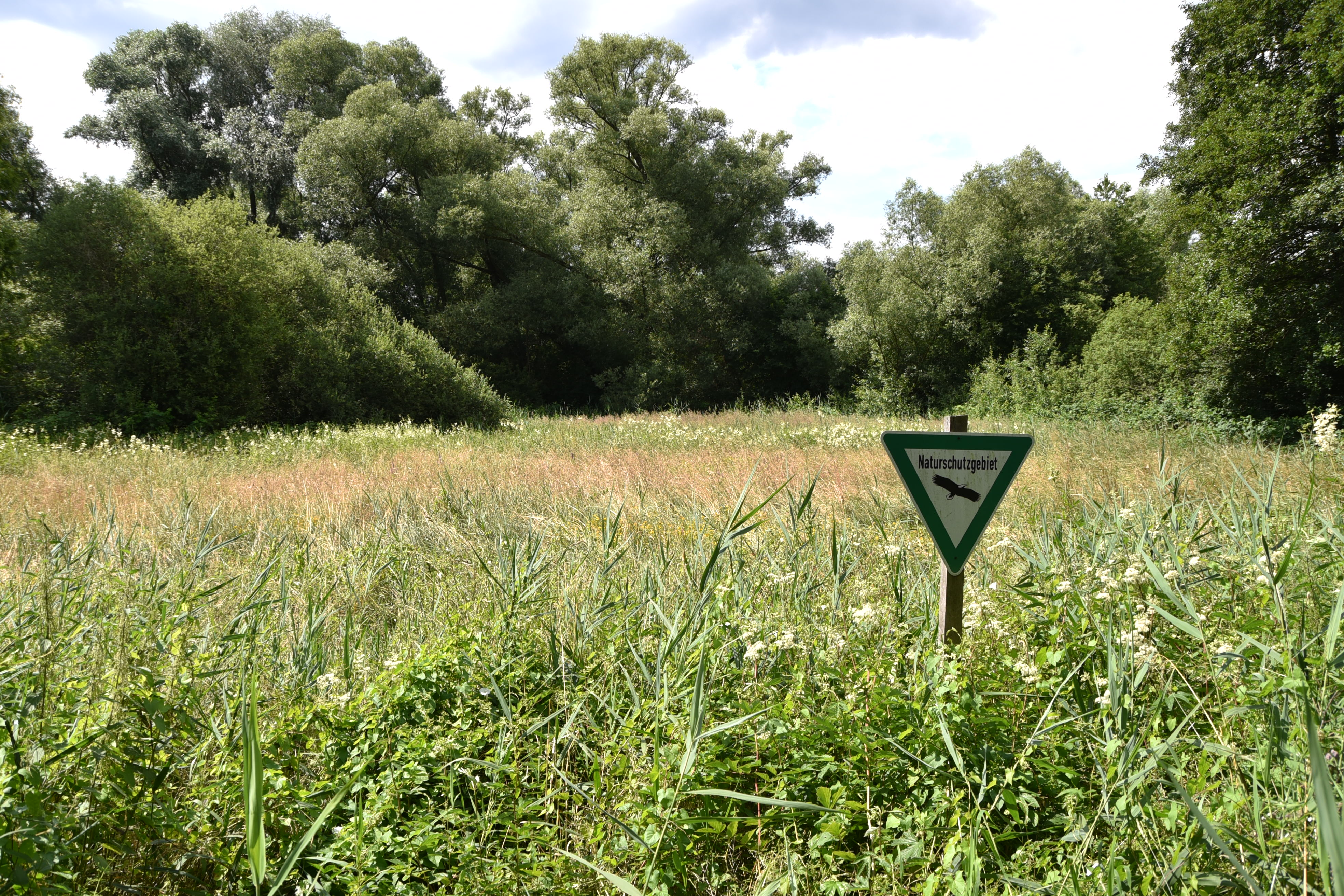
NSG Oberwiesen von Sprendlingen

Das Naturschutzgebiet Oberwiesen von Sprendlingen (NSG-Kennung 1438026) liegt östlich des Dreieicher Stadtteils Sprendlingen im Grenzbereich der Naturräume Untermainebene und Messeler Hügelland. Es umfasst einen 17,02 Hektar großen Wiesenbestand im Stadtgebiet von Dreieich.
Geschützt sind dort vorwiegend Feuchtwiesen mit Wassergreiskraut- und Pfeifengras-Gesellschaften, die extensiv genutzt werden. Zudem umfasst das NSG Fragmente eines Kalk-Flachmoores und angrenzende Waldflächen. Im Randbereich besteht eine Streuobstwiese. Brutvögel sind unter anderem Neuntöter, Schwarzkehlchen, Nachtigall und Gartenrotschwanz. Die Vorkommen von Kiebitz und Bekassine sind schon seit Jahren erloschen. Es soll nach Möglichkeiten gesucht werden, diese Arten dort wieder anzusiedeln.
Zweck des Schutzes ist es, die Feuchtwiesen, Magerrasen, Seggenriede, Hochstaudenfluren, Schilfbestände und Erlen-Weidengehölze als Lebensraum zahlreicher gefährdeter Tier- und Pflanzengesellschaften zu erhalten und zu entwickeln. Gleichzeitig soll eine Vernetzung mit dem nahegelegenen, ökologisch ähnlich strukturierten Naturschutzgebiet Herrnröther- und Bornwaldswiesen von Sprendlingen erreicht werden. Die Schutzwürdigkeit der Oberwiesen ist im Rahmen mehrerer wissenschaftlicher Arbeiten seit den 1970er-Jahren dokumentiert. Im Auftrag der oberen Naturschutzbehörde wurde 1993 ein detailliertes Schutzwürdigkeitsgutachten erstellt. Das Gutachten hebt insbesondere die botanisch-ökologische Bedeutung des Gebietes hervor. Wegen der langen Entwicklungsdauer und durch die verschiedenartigen Standortverhältnisse konnte sich eine vielfältige Wiesen- und Magerrasen-Vegetation einstellen.
Zur Gemarkung von Offenthal gehört auch eine Teilfläche des Natura2000-Gebietes „Kranichsteiner Wald mit Hegbachaue, Mörsbacher Grund und Silzwiesen“ (FFH-Gebiet 6018-305).

### Bildung

#### Grundschulen
- Wingertschule in Dreieich-Offenthal
- Karl-Nahrgang-Schule in Dreieich-Götzenhain
- Ludwig-Erk-Schule in Dreieich-Dreieichenhain
- Schillerschule in Dreieich-Sprendlingen
- Gerhart-Hauptmann-Schule in Dreieich-Sprendlingen
- Erich-Kästner-Schule in Dreieich-Sprendlingen
- Selma-Lagerlöf-Schule in Dreieich-Buchschlag

#### Gesamtschulen
- Weibelfeldschule in Dreieich-Dreieichenhain (Kooperative Gesamtschule mit Förderstufe und gymnasialer Oberstufe)
- Heinrich-Heine-Schule in Dreieich-Sprendlingen (Kooperative Gesamtschule, Europaschule des Landes Hessen und Schule mit Ganztagsangeboten (Profil 2))

#### Gymnasien
- Ricarda-Huch-Schule in Dreieich-Sprendlingen
- Gymnasium und Realschule für Erwachsene im HLL (Haus des Lebenslangen Lernens, Campus Dreieich)

#### Berufsbildende Schulen
- Max-Eyth-Schule in Dreieich-Sprendlingen (mit gymnasialer Oberstufe, Haus des Lebenslangen Lernens, Campus Dreieich)

#### Förderschule/Schule für Lernhilfe
- Georg-Büchner-Schule in Dreieich-Sprendlingen

#### Internationale Privatschule
- Strothoff-International School (Campus Dreieich), gegründet 2008 von Hans Strothoff

#### Erwachsenenbildung
- Volkshochschule Kreis Offenbach (Haus des Lebenslangen Lernens, Campus Dreieich)[47]
- Volkshochschule Dreieich (seit Januar 2021 Teil der gemeinsamen Volkshochschule des Kreises Offenbach)
- Musikschule Dreieich (Haus des Lebenslangen Lernens, Campus Dreieich)

### Medien

Senderlogo SFD

Das SFD begann 1996 die Mitarbeit am örtlichen Kabelsender Kultur & lokale Information im Kabelnetz – kurz Klik TV – in Dreieich. Das Projekt Schüler machen Fernsehen in ihrer Stadt: STADT-FERNSEHEN-DREIEICH (SFD V) wurde im Rahmen einer dreijährigen Teilnahme an einem Modellversuch entwickelt. Die Podiumsdiskussion mit dem damaligen Bildungsminister Hartmut Holzapfel wurde in der Weibelfeldschule aufgezeichnet.
Anfang Juli 1999 trennten sich SFD und Klick TV. Letzteres löste sich kurz danach auf.
Für Jazz in der Burg erhielt das SFD eine Sendelizenz der LPR Hessen vom 18.–23. August und sendete 50 Stunden auf Kanal S16 der MEDICOM. Das SFD bekam dazu einen eigenen Einspeisepunkt in das Kabelnetz.
Bis Ende 2002 folgten neun weitere Event-Sendewochen mit vorproduzierten Beiträgen und Livesendungen, z. B. von der Ausbildungsmesse oder Konzerten in und außerhalb der Schule.
Seit 2005 sendet das SFD ein 24-Stunden Programm und ist seit Anfang 2011 in Dreieich auf dem Kabelkanal S13 empfangbar. Finanziell unterstützt wird das SFD von der MEDICOM sowie den Firmen das Werk, Lufthansa, Techem und dem Autohaus Tarnow & Stegbauer.

### Weiteres
Dreieichs Stadtbücherei unterhält eine Hauptstelle und fünf Zweigstellen in den Stadtteilen Sprendlingen (zwei Büchereien), Dreieichenhain (zwei Büchereien), Götzenhain und Offenthal. Die Stadtbücherei erhielt 2018 den Hessischen Bibliothekspreis.
Dreieich ist Sitz der 1848 gegründeten Sprendlinger Turngemeinde 1848 sowie des 1993 gegründeten und nach eigenen Angaben weltweit ersten Vereins für „zeitversetzt und langschlafende Menschen“ (Nachtmenschen) Delta t e. V.
Dreieich war im Jahr 1977 Hessentagsstadt.
Die Black Knight Dreieich spielen in der Elektrorollstuhl-Bundesliga und sind 2016, 2017 und 2018 Deutscher Meister im Powerchair-Hockey geworden. Ihre 2. Mannschaft spielt in der 2. Bundesliga ebenfalls sehr erfolgreich diesen Sport.
Seit 2012 nimmt Dreieich jedes Jahr am Stadtradeln teil.

## Persönlichkeiten
→ Hauptartikel: Liste von Persönlichkeiten der Stadt Dreieich
Eine detaillierte Übersicht aller Bürgermeister von Dreieich sowie aller in der Stadt geborenen Persönlichkeiten und Persönlichkeiten mit Bezug zur Stadt findet sich im Hauptartikel.